# Cindy Pickett
Cindy Pickett (* 18. April 1947 in Sand Springs, Oklahoma) ist eine US-amerikanische Schauspielerin. Sie spielte in ihrer 40-jährigen Karriere in über 80 Filmproduktionen in Kino und Fernsehen mit. Darunter in Ein Sprung in der Schüssel, Ferris macht blau, Deep Star Six, Schlafwandler oder Schwiegersohn Junior.

## Leben und Karriere
Cindy Pickett wurde 1947 in Sand Springs als Tochter des Schauspieldozenten und Theaterregisseurs Cecil J. Pickett im Bundesstaat Oklahoma geboren. Cindy stand bereits im Alter von sechs Jahren auf einer Theaterbühne. Ihr Vater unterrichtete das Fach Drama zuerst an der Bellaire High School und später auch als Professor an der University of Houston. Unter seinen Studenten befanden sich neben seiner Tochter unter anderem auch Namen von Schauspielern wie Dennis Quaid und Randy Quaid, Trey Wilson, Robert Wuhl oder Brent Spiner. Neben ihrem Studium an der University of Houston studierte Cindy später auch an der University of Texas.
Cindy Pickett begann ihre Laufbahn als Schauspielerin Ende der 1970er Jahre mit Rollen in der populären TV-Serie Springfield Story. Zu ihren zahlreichen weiteren Fernsehauftritten zwischen 1979 und 2016 zählen Auftritte in Episoden von namhaften Fernsehserien wie: Trio mit vier Fäusten (1984), Simon & Simon (1984), Magnum (1984), L.A. Law – Staranwälte, Tricks, Prozesse (1992), Mord ist ihr Hobby (1994), Pretender (1997), Without a Trace – Spurlos verschwunden (2003), Crossing Jordan – Pathologin mit Profil (2004), New York Cops – NYPD Blue (2005), CSI: Miami (2005), Ghost Whisperer – Stimmen aus dem Jenseits (2006), Cold Case – Kein Opfer ist je vergessen (2007), Medium – Nichts bleibt verborgen (2007), Burn Notice (2008), Saving Grace (2009), The Client List (2012), CSI – Den Tätern auf der Spur (2012), The Mentalist (2014) oder Outcast (2016).
Komplexere TV-Rollen spielte sie als Amanda Bradford 1987 in der Fernsehminiserie Amerika von Regisseur Donald Wrye, des Weiteren in der Fernsehserie Air Force wo sie von 1984 bis 1985 in 23 Episoden den Charakter der Vanessa Sarnac verkörperte und in der Fernsehserie Chefarzt Dr. Westphall in den Jahren 1986 bis 1988 wo sie in 50 Episoden den Part von Dr. Carol Novino spielte.
Ihr Kinodebüt gab sie direkt als Hauptdarstellerin 1980 in Roger Vadims Drama Night Games. Zwischen 1980 und 2010 verkörperte sie auch zahlreiche Rollen auf der Leinwand, unter anderem in Chris Beardes Horrorkomödie Ein Sprung in der Schüssel, in der John Hughes-Komödie Ferris macht blau, in Peter Medaks Drama The Men’s Club, in Michael Dinners Komödie Heiß auf Trab, in dem Horrorfilm Deep Star Six von Regisseur Sean S. Cunningham, in Michael Bortmans romantischem Drama Zwischen Liebe und Haß, in der Stephen-King-Verfilmung Schlafwandler, in dem Terry Benedict-Thriller Die Leiche im Kofferraum, in dem Krimi Hate Crime, in der romantischen Komödie Sex and Death 101 oder in dem Kriminalfilm Mother Country von Regisseurin Maria Breaux. Im Jahr 2017 spielte sie in Rod McCalls Filmdrama Being Rose an der Seite von Cybill Shepherd, James Brolin und Pam Grier.
Neben ihrer Film- und Fernsehkarriere sah man die Schauspielerin auch in Theaterrollen, so unter anderem 2012 als Königin Gertrude in Shakespeares Hamlet.
Cindy Pickett war von 1986 bis zur Scheidung 1992 mit dem Schauspieler Lyman Ward verheiratet. Sie lernte ihren Mann bei den Dreharbeiten zur Kinoproduktion Ferris macht blau kennen, wo sie gemeinsam die Eltern von Matthew Broderick verkörperten. Die beiden haben gemeinsam zwei Kinder.

## Filmografie (Auswahl)

### Kino
- 1980: Night Games
- 1981: Gehirnwäsche (Circle of Power)
- 1982: Breach of Contract
- 1983: Ein Sprung in der Schüssel (Hysterical)
- 1986: Ferris macht blau (Ferris Bueller's Day Off)
- 1986: The Men’s Club
- 1988: Heiß auf Trab (Hot to Trot)
- 1989: Deep Star Six (DeepStar Six)
- 1991: Zwischen Liebe und Haß (Crooked Hearts)
- 1992: Schlafwandler (Sleepwalkers)
- 1992: Original Intent
- 1993: Schwiegersohn Junior (Son in Law)
- 1993: Der magische Papagei (The Goodbye Bird)
- 1994: Evolver
- 1996: Kid Cop
- 1996: Rettung für Kiah (Coyote Summer)
- 1997: Die Leiche im Kofferraum (Painted Hero)
- 2000: Die Abrechnung – Eine Tochter kehrt heim (The Stepdaughter)
- 2005: Hate Crime
- 2007: Sex and Death 101
- 2008: The Village Barbershop
- 2010: Confession
- 2011: Mother Country
- 2014: Am Rande des Hurrikans (Stranded in Paradise)
- 2016: Te Ata
- 2017: Opus of an Angel
- 2017: Being Rose
- 2020: Chasing the Rain

### Fernsehen
- 1979–1980: Springfield Story (Fernsehserie, 2 Episoden)
- 1980: Jagd auf den weißen Gorilla (The Ivory Ape) (Fernsehfilm)
- 1981: Mörderische Geschäfte (Margin for Murder) (Fernsehfilm)
- 1981: Disneyland (Fernsehserie, 1 Episode)
- 1982: Cry for the Strangers (Fernsehfilm)
- 1982: Family in Blue (Fernsehfilm)
- 1983: Cocaine and Blue Eyes (Fernsehfilm)
- 1983: Frank Buck – Abenteuer in Malaysia (Fernsehserie, 1 Episode)
- 1984: Trio mit vier Fäusten (Fernsehserie, 1 Episode)
- 1984: Simon & Simon (Fernsehserie, 1 Episode)
- 1984: Magnum (Fernsehserie, 1 Episode)
- 1984–1985: Air Force (Fernsehserie, 23 Episoden)
- 1986: Alfred Hitchcock zeigt (Fernsehserie, 1 Episode)
- 1986–1988: Chefarzt Dr. Westphall (Fernsehserie, 50 Episoden)
- 1987: Amerika (Fernsehminiserie, 6 Episoden)
- 1987: Schatten in der Dunkelheit (Echoes in the Darkness) (Fernsehfilm)
- 1987: Homeland – Gewalt im Untergrund (Into the Homeland) (Fernsehfilm)
- 1989: Steven – Die Entführung (I Know My First Name Is Steven) (Fernsehfilm)
- 1990: Junge Schicksale (ABC Afterschool Specials) (Fernsehserie, 1 Episode)
- 1991: Der Mond über Plymouth (Plymouth) (Fernsehfilm, Pilotfilm einer Fernsehserie)
- 1991: Our Shining Moment (Fernsehfilm)
- 1992: Wild Card (Fernsehfilm)
- 1992: L.A. Law – Staranwälte, Tricks, Prozesse (Fernsehserie, 1 Episode)
- 1994: Mord ist ihr Hobby (Fernsehserie, 1 Episode)
- 1995: Lady Cops (Fernsehserie, 1 Episode)
- 1995: Hilferuf aus den Flammen (Not Our Son) (Fernsehfilm)
- 1995: Flammen des Todes (Her Hidden Truth) (Fernsehfilm)
- 1996: Skandal in Hollywood (The Making of a Hollywood Madam) (Fernsehfilm)
- 1996: Time Well Spent (Fernsehfilm)
- 1997: The Killing Secret – Jung, reich, gnadenlos (The Secret) (Fernsehfilm)
- 1997: Pretender (Fernsehserie, 1 Episode)
- 1998: Atomic Dog (Fernsehfilm)
- 1998–1999: Hyperion Bay (Fernsehserie, 17 Episoden)
- 2001: The Huntress (Fernsehserie, 1 Episode)
- 2003: Without a Trace – Spurlos verschwunden (Fernsehserie, 1 Episode)
- 2004: Lady Cops – Knallhart weiblich (Fernsehserie, 1 Episode)
- 2004: Crossing Jordan – Pathologin mit Profil (Fernsehserie, 1 Episode)
- 2005: New York Cops – NYPD Blue (Fernsehserie, 1 Episode)
- 2005: CSI: Miami (Fernsehserie, 1 Episode)
- 2006: McBride: Fallen Idol (Fernsehfilm)
- 2006: Ghost Whisperer – Stimmen aus dem Jenseits (Fernsehserie, 1 Episode)
- 2007: Cold Case – Kein Opfer ist je vergessen (Fernsehserie, 1 Episode)
- 2007: Medium – Nichts bleibt verborgen (Fernsehserie, 1 Episode)
- 2008: Burn Notice (Fernsehserie, 1 Episode)
- 2009: Saving Grace (Fernsehserie, 1 Episode)
- 2010: Elf Sparkle and the Special Red Dress (Fernsehfilm)
- 2012: The Client List (Fernsehserie, 1 Episode)
- 2013: My Synthesized Life (Fernsehserie, 1 Episode)
- 2014: The Mentalist (Fernsehserie, 1 Episode)
- 2016: Outcast (Fernsehserie, 1 Episode)
- 2017: Wrapped Up In Christmas (Fernsehfilm)
- 2018: Age of the Living Dead (Fernsehserie, 6 Episoden)